# Історія промисловості в Україні
Промисловий розвиток України розпочався у 17 столітті з дрібних селянських ремесел та міських технологій, а у 18 столітті зріс завдяки товарно-грошовим відносинам. У 19 столітті відбулося значне зростання цукрової промисловості, яка стала найбільшою, а також розвиток інших галузей промисловості, таких як суконна, військова, металургійна та машинобудівна. Перехід від мануфактур до фабрик з використанням машин розпочався у 1840-х роках. До кінця 19 століття промислове виробництво в Україні було майже повністю замінено фабрично-заводським, а будівництво та використання залізниць швидко розвивалося. На початку 20-го століття промислове виробництво в Україні значно зросло, збільшився видобуток вугілля, залізної та марганцевої руди.

## 17 століття
Формувалося мануфактурне виробництво, засноване на дрібних селянських промислах і міській ремісничій техніці (з застосуванням найманої робочої сили).

## 18 століття
У зв'язку з розвитком товарно-грошових відносин в Україні починають вирощувати технічні культури, наприклад цукровий буряк.
У 80-х роках на Лівобережжі було понад 3300 водяних млинів і 12 тис. вітряків, багато гуралень. Наприкінці століття кількість поселень міського типу досягла понад 200 штук.

## 19 століття
У 1824 р. в Україні (село Трощин, тоді — Канівського повіту на Київщині) було збудовано перший цукровий завод, а загалом у першій половині  19 - го століття було збудовано близько 200 цукроварень. Цукрова галузь посідає перше місце у промисловості України і Україна забезпечує 90% виробництва цукру в Російській імперії.
Друге місце належало суконній промисловості (160 фабрик). Розвивалося також військова (завод «Арсенал» у Києві, порохові заводи у Шостці, корабельні у Херсоні та Миколаєві тощо), металургійна промисловість, машинобудування. Кількість промислових підприємств вже у першій половині століття сягнула 649.
Український експорт (зерно, вовна, цукор) становив 60% загальноімперського.
У 40-і рр. розгортається перехід від мануфактур до фабрик із застосуванням машин (парових тощо). У Києві, Луганську, Катеринославі, Ромнах, Кременчуці створюються перші машинобудівні заводи, наприклад  вже у 1840 р. Яхненком і Симиренком засновано у Млієві фабрику сільськогосподарських машин.
На середину 19 століття розвиток ринкових відносин спричинив глибоку кризу феодальної системи, включно з поміщицькими мануфактурами.
1858 р. кількість підприємств зросла до 2473, у 1869 р. налічувалося вже 3712 промислових і кустарно-ремісничих закладів, у 1900 р. — 5301. Самих лише машинобудівних підприємств у 1884 р. налічувалося 75.
Реформи другої половини століття (скасування кріпосного права і т.п.) прискорили розвиток ринкових відносин, сприяли промисловому перевороту в Україні. Мануфактурне виробництво практично повністю було замінене на фабрично-заводське з використанням найманої робочої сили та різних машин (парових, потім двигунів внутрішнього згоряння та електричних).
Особливість промислового перевороту в Україні полягала , що з 60-х років у першу чергу почало розвиватися будівництво та використання залізниць. З 1863 р. почалося спорудження першої в Наддніпрянській Україні залізниці між Одесою і Балтою, а вже на кінець століття довжина залізничних колій в Україні становили 8400 км.
За 1861 — 1900 р.. видобуток вугілля в Україні зріс більш, як у 115 разів і становив 691,5 млн пудів (70% всього видобутку в імперії), залізної руди — відповідно в 158 разів і 210 млн пудів (більше половини всього видобутку в імперії), виплавка чавуну — досягла 92 млн пудів (більше половини всього видобутку в імперії), трохи менше половини — заліза та сталі, 70% прокату металів. 
Слабким місцем промисловості було те, що лише 15% промислових підприємств на території України випускали готову продукцію, решта — давали сировину та напівфабрикати, які вивозилися в інші частини імперії.
У сільському господарстві товарне виробництво найінтенсивніше розвивалося на Правобережжі (родючі ґрунти, транспортні комунікації до морських портів). В Україні вирощувалося 90% експортної пшениці імперії, 43% світового врожаю ячменю, 20% — пшениці і 10% — кукурудзи. Інтенсифікація призвела до утворення надлишку робочої сили в сільському господарстві — 7,3 млн чоловік з 10,7 працездатних.
Чисельність міського населення зросла у 2,5 раза і становила 1457 тис. чол. У 80-90-ті роки в Харкові, Києві, Одесі, Катеринославі з'явилися електростанції, в 1892 р. в Києві пущено перший в імперії трамвай, за ним — в Катеринославі, Житомирі, Єлісаветграді, Севастополі. На початку 80-х встановлено телефонний зв'язок в Одесі, пізніше — в Києві (перша в імперії державна телефонна станція), Маріуполі.
В 1887 р. на обліку знаходилося 1480 тис. робітників, з яких 84% були корінними жителями, з них понад 52% назвали рідною мовою українську.

## 20 століття
На початку століття територію України як і інші частини російської імперії охопила економічна криза, яка тривала з 1900 по 1903 рр. і характеризувалася перевиробництвом продукції, відтак — зупинкою діяльності (частини) підприємств та накопиченням продукції на складах.
З 1910 р. розпочалося нове економічне піднесення. Щорічно економічне виробництво зростало приблизно на 10%.
В Україні з 1910 по 1913 р. видобуток вугілля підвищився в півтора, залізної руди — в два рази, марганцевої руди — в 4 рази. Продовжує зростати частка України в загальному промисловому виробництві російської імперії — до 25%, частка в перевезеннях залізничним транспортом досягла 31%.